# Lova Lois
Lola González Guerricaechebarria (Erandio, 1999), más conocida con el seudónimo de Lova Lois, es una rapera, poeta, cantautora, fotógrafa y activista vasca integrante del grupo Esne Beltza desde 2022. Ha sido finalista nacional de poesía "Poetry Slam" en 2018, finalista del concurso de fotógrafas emergentes vascas "Baffest" en 2019 y finalista del concurso musical de bandas y solistas de "Hiriko Soinuak" en 2022. Las letras de sus canciones tratan cuestiones de denuncia social y de temática antirracista, anticapitalista, antifascista, ecologista y feminista.

## Biografía
Nació en Vizcaya en 1999. Empezó escribiendo siendo una niña motivada por poner fin a las desigualdades sociales. En 2018 participó en el campeonato de poesía en Bilbao "Poetry Slam", organizado por Hipólito Bolo en el bar "Luz Gas" de Casco Viejo. Ganó el campeonato y representó a Euskal Herria en la final nacional de poesía celebrada ese mismo año en la ciudad de Valencia en la cual posteriormente quedó finalista posicionándose entre las 10 mejores poetas de España en 2018. En ese momento comenzó a participar en eventos culturales organizados por Olatz Arrese, como son los proyectos Bwall Collective y Femme Bilbao desarrollados en Bilborock. Participó en la presentación de estos eventos en TeleBilbao y en el programa de radio Arte Kallejero Urban Show.
En diciembre de 2021 adaptó uno de sus poemas a una instrumental de Hip Hop. En marzo de 2022 se comenzó a mover por eventos de la cultura underground. También cantó en el Damba Festival antirracista organizado por Betto Snay y en el 25 aniversario de la Sala Bilborock, en el Festival de Rap Sodafest organizado por Sodatime, en fiestas de Astrabudua, en fiestas de Bilbao, en Hiriko Soinuak, en el décimo aniversario de Blackkamera en el Bar Pengüin, en el concierto de Txo Braceras Band, en el recital de Hazi Berriak, en el festival de Fair Saturday y en el acto de la firma del 25N que tuvo lugar en Uribe Kosta. Además, fue la creadora del poema y de la canción utilizada para la campaña del 25N en la mancomunidad de Uribe Kosta dirigida por Bagara Media.

## Discografía

### Sencillos
- "Wanna Shout" (3 de noviembre de 2022)
- "Tengovarios" (13 de noviembre de 2022)
- "25N" (5 de diciembre de 2022)
- "Grita Shout" (5 de diciembre de 2022)
- "Recuerdo" (9 de Enero de 2023)